# Nixon Kiprotich
Pour les articles homonymes, voir Kiprotich.
Nixon Kiprotich (né le 4 décembre 1962) est un athlète kényan spécialiste du 800 mètres.
Huitième des Jeux olympiques de 1988, il se distingue dès l'année suivante en remportant les Championnats d'Afrique de Lagos dans le temps de 1 min 45 s 71. Il se classe troisième de la Coupe du monde des nations 1989 et deuxième des Jeux du Commonwealth 1990. En 1992, Nixon Kiprotich remporte la médaille d'argent du 800 m des Jeux olympiques de Barcelone, s'inclinant de quatre centièmes de secondes seulement face à son compatriote William Tanui. Il établit la meilleure performance mondiale de l'année 1993 en 1 min 43 s 54.
Son record personnel sur 800 m est de 1 min 43 s 31, établi le 6 septembre 1992 lors du meeting de Rieti.

## Palmarès
| Année | Compétition                | Lieu      | Résultat |
| ----- | -------------------------- | --------- | -------- |
| 1988  | Jeux olympiques            | Séoul     | 8e       |
| 1989  | Championnats d'Afrique     | Lagos     | 1er      |
| 1989  | Coupe du monde des nations | Barcelone | 3e       |
| 1990  | Jeux du Commonwealth       | Auckland  | 2e       |
| 1992  | Jeux olympiques            | Barcelone | 2e       |